# Moralundsskiftets naturreservat
Moralundsskiftets naturreservat är ett naturreservat i Knivsta kommun i Uppsala län.
Området är naturskyddat sedan 1947 och är 1 hektar stort. Reservatet består av gamla högresta tallar och granar. 